# Syleena Johnson
Syleena Johnson (* 2. September 1976 in Chicago, Illinois) ist eine US-amerikanische Songwriterin und Contemporary R&B-/Soul-Sängerin. Bekanntheit erlangte sie durch Kollaborationen mit Interpreten wie R. Kelly oder Kanye West. Im September 2005 erschien unter Jive Records ihr drittes Album mit dem Titel Chapter III: The Flesh.

## Diskografie

### Studioalben
| Jahr | Titel                               | Höchstplatzierung, Gesamtwochen, AuszeichnungChartplatzierungen (Jahr, Titel, Platzierungen, Wochen, Auszeichnungen, Anmerkungen) | Höchstplatzierung, Gesamtwochen, AuszeichnungChartplatzierungen (Jahr, Titel, Platzierungen, Wochen, Auszeichnungen, Anmerkungen) | Höchstplatzierung, Gesamtwochen, AuszeichnungChartplatzierungen (Jahr, Titel, Platzierungen, Wochen, Auszeichnungen, Anmerkungen) | Höchstplatzierung, Gesamtwochen, AuszeichnungChartplatzierungen (Jahr, Titel, Platzierungen, Wochen, Auszeichnungen, Anmerkungen) | Höchstplatzierung, Gesamtwochen, AuszeichnungChartplatzierungen (Jahr, Titel, Platzierungen, Wochen, Auszeichnungen, Anmerkungen) | Anmerkungen                              |
| Jahr | Titel                               | DE | AT | CH | UK | US | Anmerkungen                              |
| ---- | ----------------------------------- | --- | --- | --- | --- | --- | ---------------------------------------- |
| 2001 | Chapter 1: Love, Pain & Forgiveness | — | — | — | — | US101 (9 Wo.)US | Erstveröffentlichung: 15. Mai 2001       |
| 2002 | Chapter 2: The Voice                | — | — | — | — | US104 (19 Wo.)US | Erstveröffentlichung: 31. Oktober 2002   |
| 2005 | Chapter 3: The Flesh                | — | — | — | — | US75 (2 Wo.)US | Erstveröffentlichung: 13. September 2005 |
| 2014 | Chapter 6: Couples Therapy          | — | — | — | — | US197 (1 Wo.)US | Erstveröffentlichung: 27. Oktober 2014   |

Weitere Alben
- 1999: Love Hangover
- 2008: I Am Your Woman: The Best of
- 2009: Chapter IV: Labor Pains
- 2011: Chapter V: Underrated
- 2012: Acoustic Soul Sessions
- 2013: 9ine (mit Musiq Soulchild)

### Singles
| Jahr | Titel Album                                   | Höchstplatzierung, Gesamtwochen, AuszeichnungChartplatzierungen (Jahr, Titel, Album, Platzierungen, Wochen, Auszeichnungen, Anmerkungen) | Höchstplatzierung, Gesamtwochen, AuszeichnungChartplatzierungen (Jahr, Titel, Album, Platzierungen, Wochen, Auszeichnungen, Anmerkungen) | Höchstplatzierung, Gesamtwochen, AuszeichnungChartplatzierungen (Jahr, Titel, Album, Platzierungen, Wochen, Auszeichnungen, Anmerkungen) | Höchstplatzierung, Gesamtwochen, AuszeichnungChartplatzierungen (Jahr, Titel, Album, Platzierungen, Wochen, Auszeichnungen, Anmerkungen) | Höchstplatzierung, Gesamtwochen, AuszeichnungChartplatzierungen (Jahr, Titel, Album, Platzierungen, Wochen, Auszeichnungen, Anmerkungen) | Anmerkungen                                                    |
| Jahr | Titel Album                                   | DE | AT | CH | UK | US | Anmerkungen                                                    |
| ---- | --------------------------------------------- | --- | --- | --- | --- | --- | -------------------------------------------------------------- |
| 2002 | Tonight I’m Gonna Let Go Chapter 2: The Voice | — | — | — | UK38 (2 Wo.)UK | — | Erstveröffentlichung: September 2002                           |
| 2004 | All Falls Down The College Dropout            | DE72 (4 Wo.)DE | — | — | UK10 ×2Doppelplatin · (8 Wo.)UK | US7 ×2Doppelplatin · (20 Wo.)US | Erstveröffentlichung: 24. Februar 2004 mit Kanye West          |
| 2005 | Down and Out Purple Haze                      | — | — | — | — | US94 (1 Wo.)US | Erstveröffentlichung: 11. Januar 2005 mit Cam’ron & Kanye West |

Weitere Singles
- 2001: I Am Your Woman
- 2001: Hit on Me
- 2003: Guess What
- 2005: Hypnotic (feat. R. Kelly & Fabolous)
- 2005: Another Relationship